# 十字苦像 (米开朗基罗)
这尊木制的裸体十字苦像，位于佛罗伦萨圣神大殿，被认为是文艺复兴盛期大师米开朗基罗年轻时的作品，创作于1492 年。
2001 年的研究证实了米开朗基罗的贡献。 

## 历史
米开朗基罗在他的保护者洛伦佐·德·美第奇去世后，十七岁那年成为圣神修院的客人。他获准可以对修道院医院的尸体进行解剖学研究；作为交换，他雕刻了正祭台上的木制十字架。現今，苦像位於圣神大殿的八角形祭衣间。